# Jung Hye-lim
Jung Hye-lim (kor. 정혜림; * 1. Juli 1987 in Busan) ist eine südkoreanische Hürdenläuferin, die sich auf die 100-Meter-Distanz spezialisiert hat.

## Sportliche Laufbahn
Erste internationale Erfahrungen sammelte Jung Hye-lim bei den Hallenasienspielen 2005 in Pattaya, bei denen sie in 8,81 s den fünften Platz über 60 Meter Hürden belegte. 2006 erreichte sie bei den Juniorenweltmeisterschaften in Peking das Halbfinale über 100 m Hürden und schied dort mit 14,12 s aus. 2009 verpasste sie bei den Ostasienspielen in Hongkong in 13,61 s als Vierte nur knapp eine Medaille. 2010 schied sie bei den Asienspielen in Guangzhou mit 13,57 s bereits in der Vorrunde aus. 2011 gewann sie bei den Asienmeisterschaften in Kōbe in 13,11 s die Silbermedaille hinter der Chinesin Sun Yawei und qualifizierte sich auch für die Weltmeisterschaften in Daegu. Dort schied sie sowohl über 100 Meter als auch im Hürdensprint im Vorlauf aus. 2012 qualifizierte sie sich für die Olympischen Spiele in London, bei denen sie mit 13,48 s im Vorlauf ausschied. 2013 gewann sie bei den Ostasienspielen in Tianjin in die Bronzemedaille hinter der Chinesin Wu Shuijiao und Eriko Soma aus Japan. 2014 wurde sie bei den Asienspielen im südkoreanischen Incheon in 13,39 s Vierte.
Bei den Asienmeisterschaften 2015 in Wuhan belegte sie mit 13,54 s im Finale den sechsten Platz. Zwei Jahre später gewann sie in 13,16 s die Goldmedaille bei den Asienmeisterschaften in Bhubaneshwar und qualifizierte sich für die Weltmeisterschaften in London, bei denen sie diesmal mit 13,37 s in der Vorrunde ausschied. 2018 nahm Jung zum dritten Mal an den Asienspielen in Jakarta teil und gewann dort in 13,20 s die Goldmedaille vor der Indonesin Emilia Nova und Lui Lai Yiu aus Hongkong. Zudem trat sie auch mit der südkoreanischen 4-mal-100-Meter-Staffel an und schied dort mit 46,04 s in der Vorrunde aus. Im Jahr darauf konnte sie bei den Asienmeisterschaften in Doha ihren Titel nicht verteidigen und belegte in 13,50 s den siebten Platz.
2012 sowie 2015 und 2016, 2018 und 2020 wurde Jung südkoreanische Meisterin im 100-Meter-Hürdenlauf. Sie absolvierte ein Masterstudium für Bildungswissenschaften an der Chosun University in Gwangju.

## Persönliche Bestleistungen
- 100 Meter: 11,77 s (0,0 m/s), 9. Juni 2011 in Daegu
- 100 m Hürden: 13,04 s (+1,9 m/s), 15. Juni 2016 in Goseong
  - 60 m Hürden (Halle): 8,32 s, 21. Februar 2014 in Flagstaff (südkoreanischer Rekord)